# Же, Антуан
Антуан Же (фр. Antoine Jay; 19 октября 1770, Гюитр, — 9 апреля 1854, Куржак) — французский писатель, член Французской академии.
Был профессором истории, во время 100 дней заседал в Палате, во время Реставрации писал в либеральных газетах и вместе с Жуи за изданную ими «Biographie des contemporains» сидел в тюрьме, где они сочинили «Les hermites en prison, ou consolations de Sainte-Pélagie» (1823).
Из других сочинений Же известны:
- «Tableau littéraire du XVIII s.» (1806);
- «Eloge de Montaigne» (1812);
- «Considérations sur l'état politique de l’Europe» (1820);
- «La conversion d’un romantique» (1830);
- «Oeuvres littéraires» 1834.